# SWEEPS-04
SWEEPS-04はいて座の方角に約22000光年に位置する恒星SWEEPS J175853.92−291120.6の周囲を公転する太陽系外惑星である。2006年にSagittarius Window Eclipsing Extrasolar Planet Searchによりトランジット法を用いて発見された。
質量の上限は木星の3.8倍、半径は0.81倍程度である可能性が大きいと考えられているが、約12%という比較的大きな不確定性がある。主星から0.055天文単位の軌道を4.2日間で公転している。